# Pattismo
Il pattismo (in catalano pactisme) fu la forma di ripartizione del potere tra il re d'Aragona e i tre ordini della società, che caratterizzò la politica costituzionale della Corona d'Aragona.
La nobiltà e il clero furono i primi due ordini ad esercitare il pattismo con il re, ma già a partire dal XIII secolo a questi primi due gruppi sociali si aggiunsero le classi emergenti delle città, soprattutto di Barcellona (ciutadans honrats, "cittadini onorevoli"), espressioni embrionali della borghesia.  Il pattismo permise di limitare l'autoritarismo del re e di equilibrare gli interessi economici della nobiltà, del clero e della borghesia.  Esso si sviluppò nelle Corts Catalanes, in cui erano rappresentati i tre ordini sociali (ma non i contadini né gli artigiani). I tre ordini (Braços) approfittavano dei momenti in cui il re aveva bisogno del loro aiuto monetario per forzarlo ad approvare accordi che rafforzavano i loro privilegi.
Nelle Corts de Tarassona, València i Barcelona del 1283 (convocate dal re Pietro il Grande, durante la crociata contro la Corona d'Aragona promossa dal re di Francia, al fine di richiedere fondi con cui affrontare le spese militari) il re dovette accettare numerose richiese, che furono la base del costituzionalismo catalano, fino ad allora senza precedenti in tutta Europa.  Alcune di queste concessioni reali erano:
- convocare la corte generale ogni anno,
- condividere con le corts l'elaborazione delle leggi,
- rispettare sempre gli Usatges (il più antico codice feudale che si conosca, fatto pubblicare da Raimondo Berengario I di Barcellona tra il 1064 e il 1069),
- riconoscere sempre i privilegi della nobiltà, del clero e delle città.

Un altro passaggio fondamentale nel consolidamento del pattismo fu la creazione della Diputació general (1358), un organismo permanente destinato a controllare il comportamento dei funzionari reali nella riscossione delle imposte.